# Louis-Eugène Bagot
Pour les articles homonymes, voir Bagot.
Louis-Eugène Bagot, né le 22 décembre 1862 à Broons (Côtes-d'Armor) et mort  le 12 janvier 1941 à Roscoff, est un médecin, constructeur de l'Institut marin de Roc'h Kroum à Roscoff, premier établissement de thalassothérapie en Europe.

## Biographie
Originaire de Merdrignac, son père était percepteur à Saint-Pol-de-Léon où il fait une partie de ses études. Puis il va à Brest, à l'École de médecine navale, dont il sort aide-médecin en 1882. Il embarque pour la Cochinchine puis Djibouti et Obock où il découvre la climatologie.
En 1885, il soutient sa thèse de climatologie et, après un voyage à la Guadeloupe, s'installe comme médecin à Saint-Pol-de-Léon, en 1887. Il ouvre un cabinet secondaire à Roscoff, où ses rencontres informelles avec les chercheurs de la Station Biologique de Roscoff lui donne l'occasion d'étudier le site et son climat. Il contribue à la construction du sanatorium de Roscoff, dont il devient le médecin. Parallèlement, il étudie la zoologie, la physiologie et la physiothérapie. Il est élu président du syndicat médical local.
Après avoir longtemps étudié les caractéristiques du climat marin et les pratiques hydrologiques, il constate que l'eau de mer chauffée présente de sérieuses vertus thérapeutiques. En 1899, il achète un terrain à Roscoff pour y créer un « institut marin » (l'Institut de Roc'h Kroum) et mettre au point ses méthodes de soin par hydrothérapie des rhumatismes. L’innovation consiste à chauffer l’eau de mer, ce qui donne d'incontestables résultats dans le traitement des rhumatismes.
Sur les conseils de Louis Bagot, la climatothérapie, autrement dit les bienfaits de l'air marin, semblant donner des résultats satisfaisants comme à Saint-Malo depuis 1850, la marquise de Kergariou implante en 1890 un sanatorium dans la presqu'île de Perharidy, comportant deux bâtiments pouvant accueillir une quarantaine de lits.
L'Institut marin de Roc'h Kroum, fermé à sa mort en 1941, est rouvert par son fils René Bagot douze ans plus tard, ce dernier soignant notamment Louison Bobet, ce qui donne l'envie au cycliste en fin de carrière d'inaugurer une nouvelle forme de thalassothérapie. Louis-Eugène Bagot fut aussi le créateur du Syndicat d'initiative.
Il est inhumé avec sa femme Jeanne Trézéguet dans le cimetière de Saint-Pol-de-Léon.

## Distinctions
- Chevalier de la Légion d'honneur (1933)

## Hommages
Plusieurs villes de Bretagne ont donné son nom à une rue, on peut citer notamment Broons, Guiclan, Merdrignac, Morlaix, Roscoff, Saint-Pol-de-Léon, Saint-Thégonnec.

### Sources et bibliographie
- Emmanuel Salmon-Legagneur (dir.) et al. (préf. Yvon Bourges, anc. ministre, prés. du conseil régional de Bretagne), Les Noms qui ont fait l'histoire de Bretagne : 1 000 noms pour les rues de Bretagne, Spézet, Coop Breizh et Institut culturel de Bretagne, 1997, 446 p. (ISBN 978-2-84346-032-6), p. 39-40Notice d'Emmanuel Salmon-Legagneur.
- Jean-Loup Avril, Mille Bretons, dictionnaire biographique, Les Portes du large, Saint-Jacques-de-la-Lande, 2002, 495 p.  (ISBN 2-914612-10-9), p. 28.